# ブダペスト地下鉄2号線
ブダペスト地下鉄2号線 （ブダペストちかてつ2ごうせん、洪:2-es metró）とはブダペスト地下鉄の鉄道路線であり、ブダペスト東駅とブダペスト南駅を結ぶ重要な路線である。

## 歴史
2号線の建設計画は1942年に発足し、ブダペスト東駅とブダペスト南駅を結ぶ路線として計画された。1955年迄の建設を予定していたが、経済的及び政治的理由から1954年から1963年の間は建設が中断された。結局、1970年4月4日に7つの駅が先行開業し、残る部分は1972年に開業した。また、2004年から2006年にかけて大規模改修工事が夏期休暇期間を中心に行われ、エレベータの設置や車輛への空調設備が為された。
- 1970年4月4日: デアーク・フェレンツ広場駅 - ウルシ・ヴェゼール広場駅間開業。
- 1972年12月22日: ブダペスト南駅 - デアーク・フェレンツ広場駅 - 間開業。

## 地理
2号線は東西方向に走っており、ブダペスト地下鉄では4号線が開通するまで、ドナウ川を潜りブダ地区へと至る唯一の路線であった。他路線とはデアーク・フェレンツ広場駅にて、1号線、3号線と接続している。また、ブダペスト東駅にて4号線と接続している。

## 画像

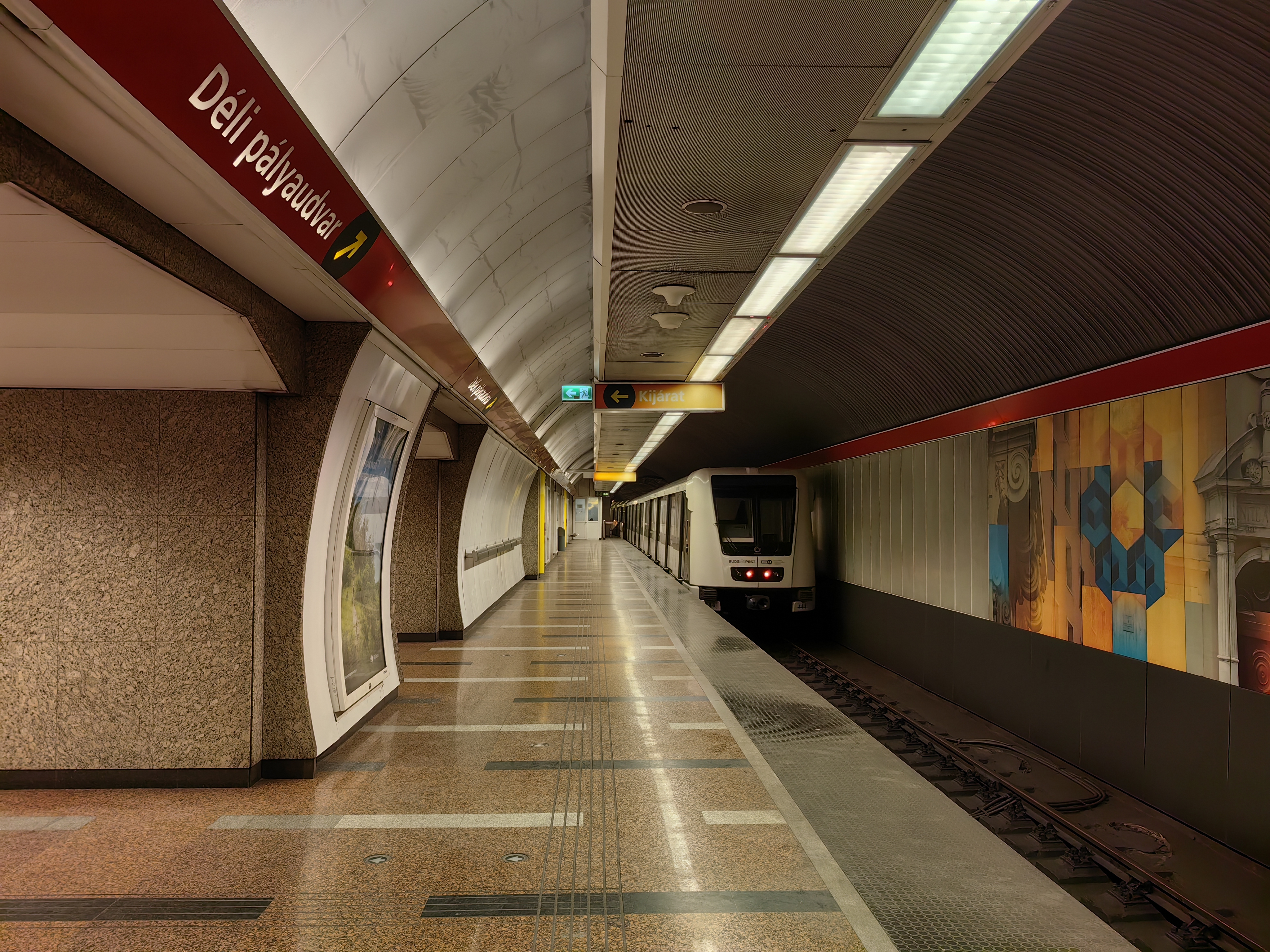
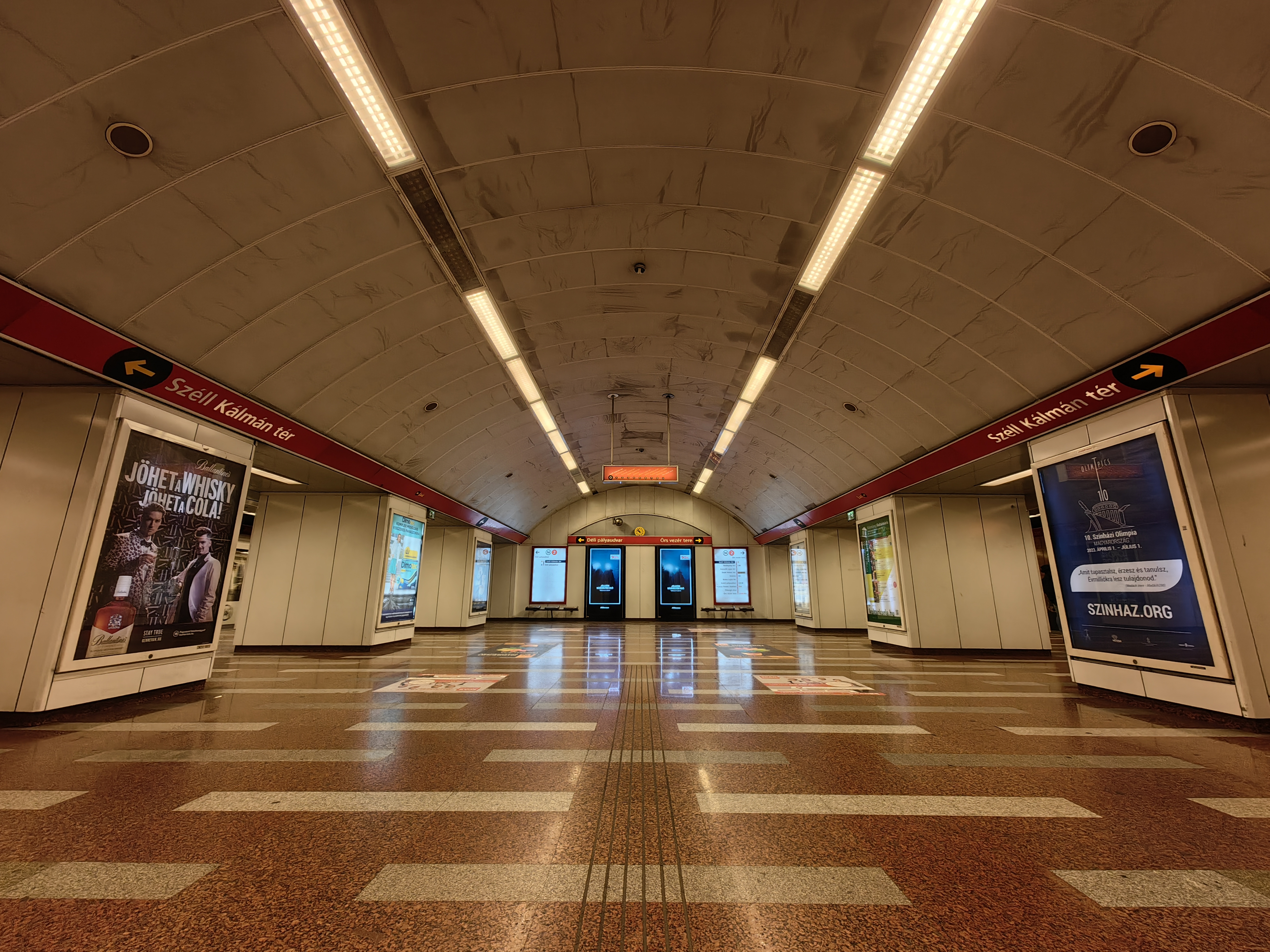
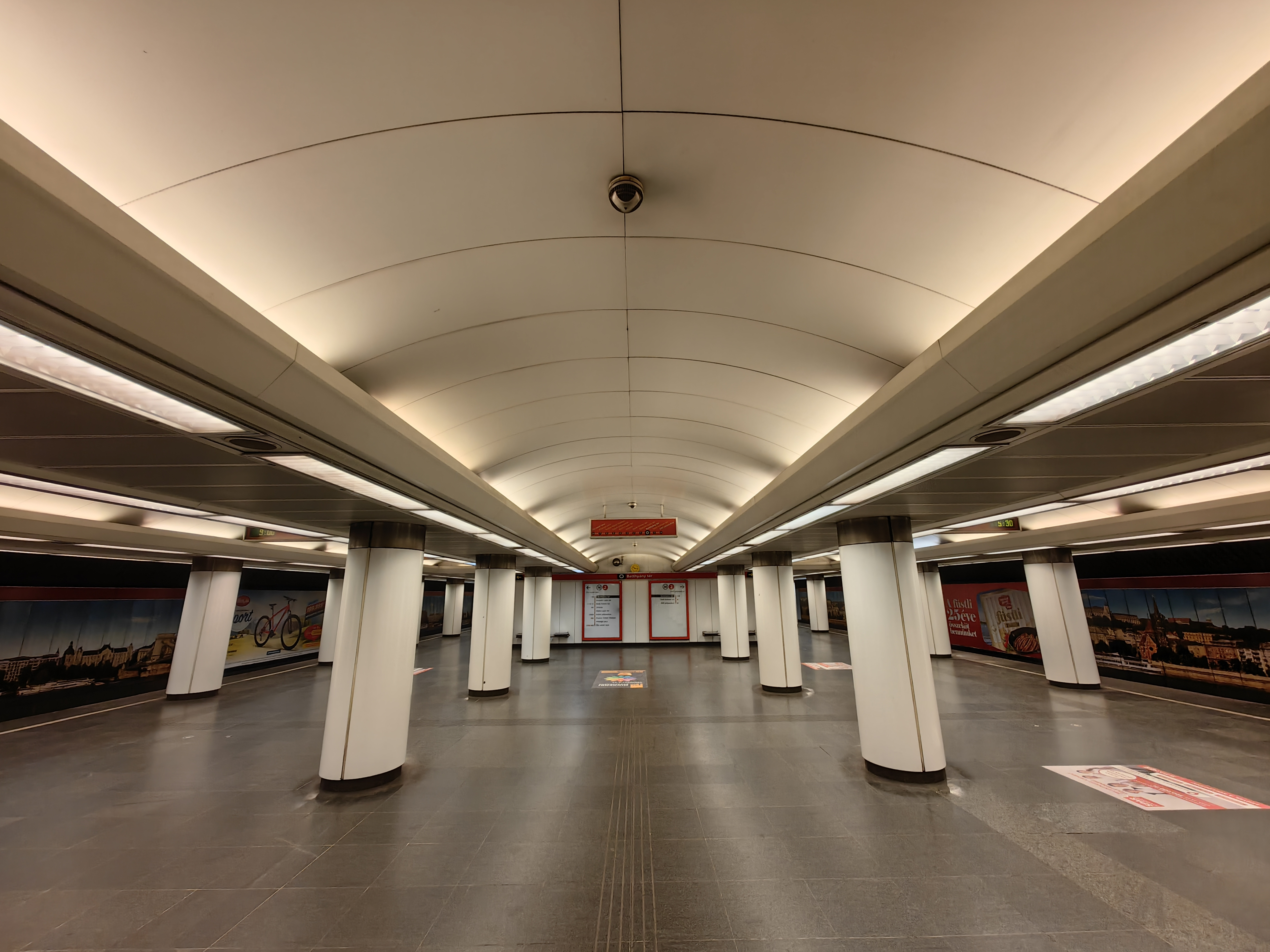
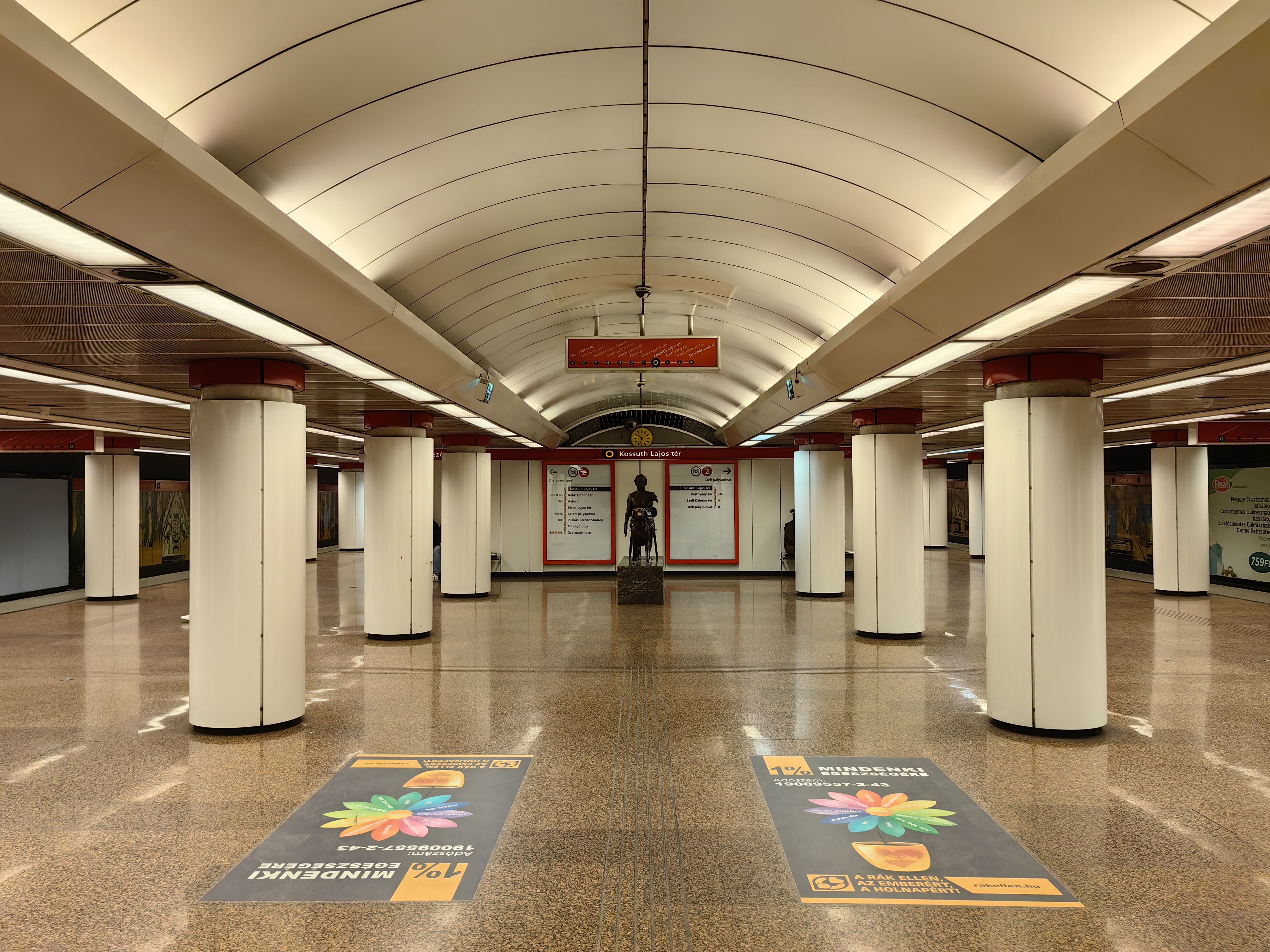
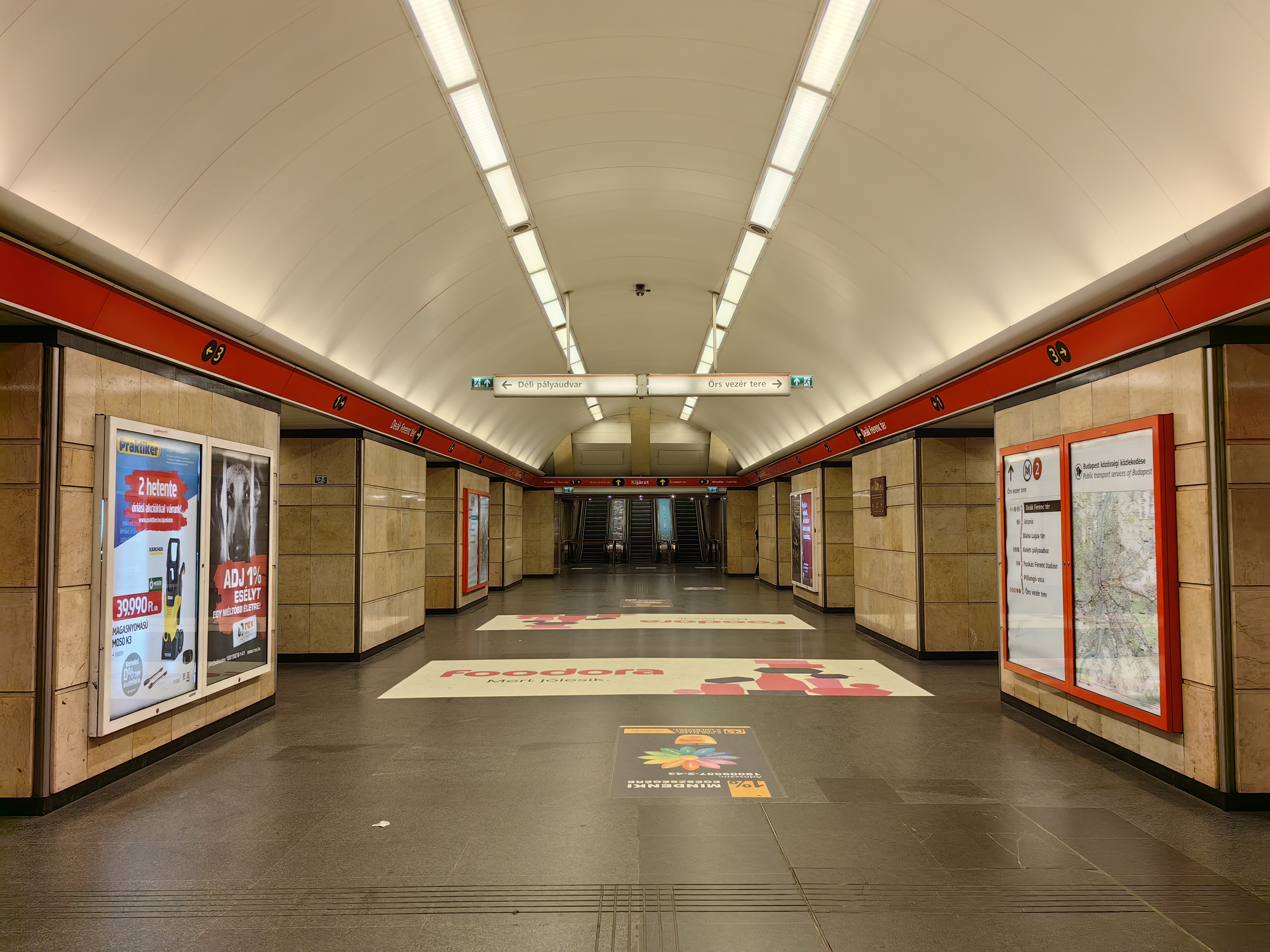
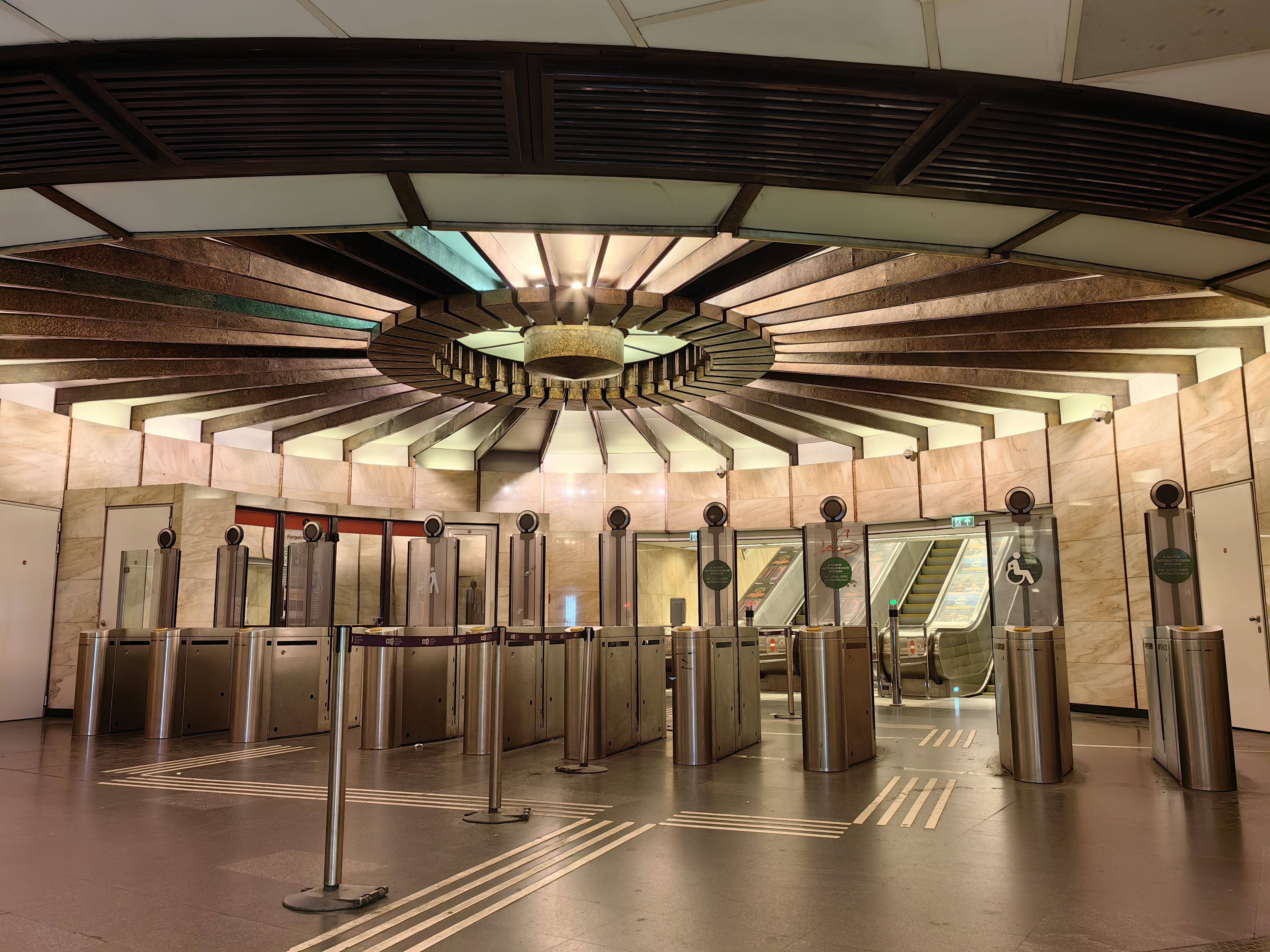
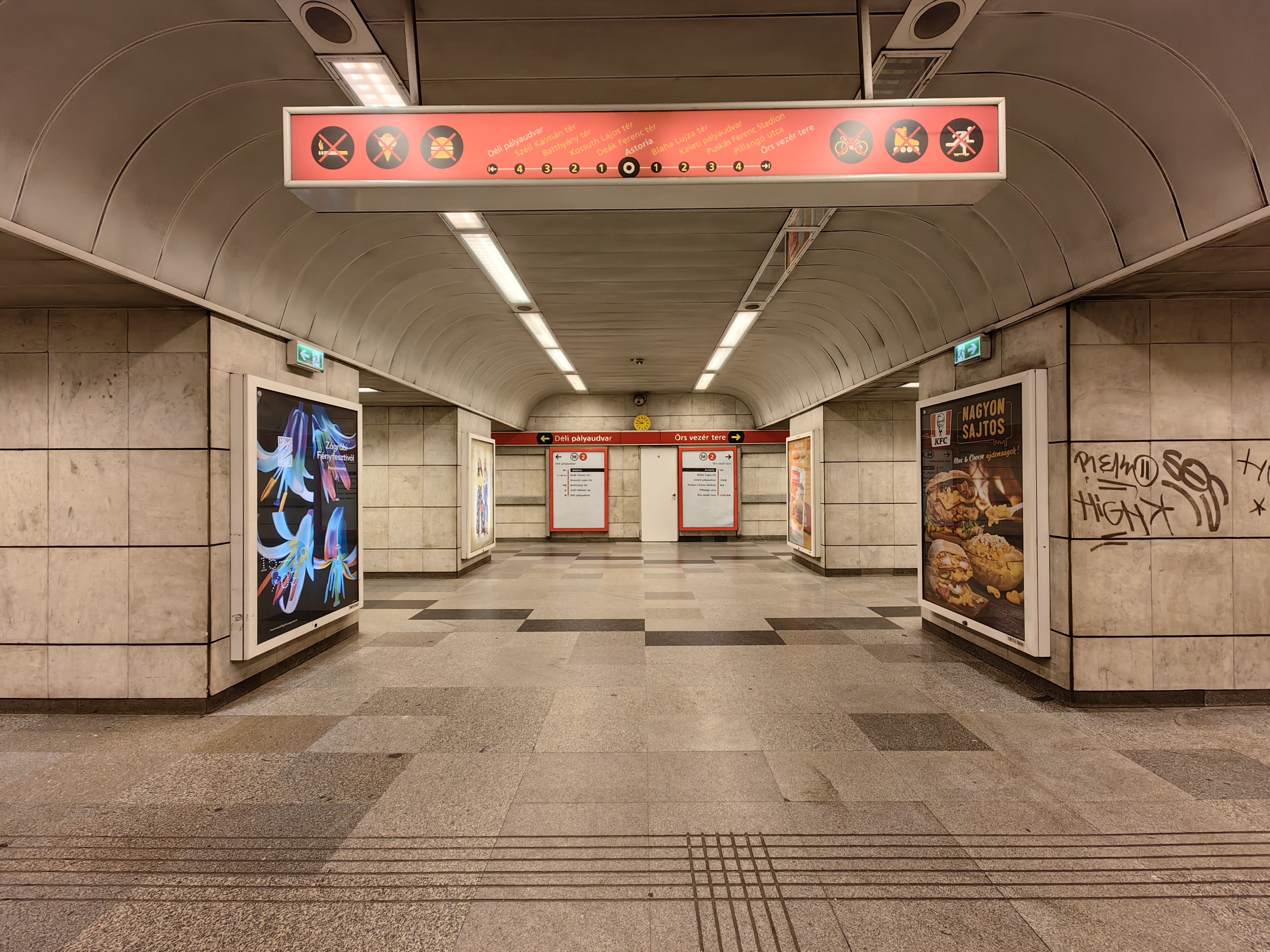
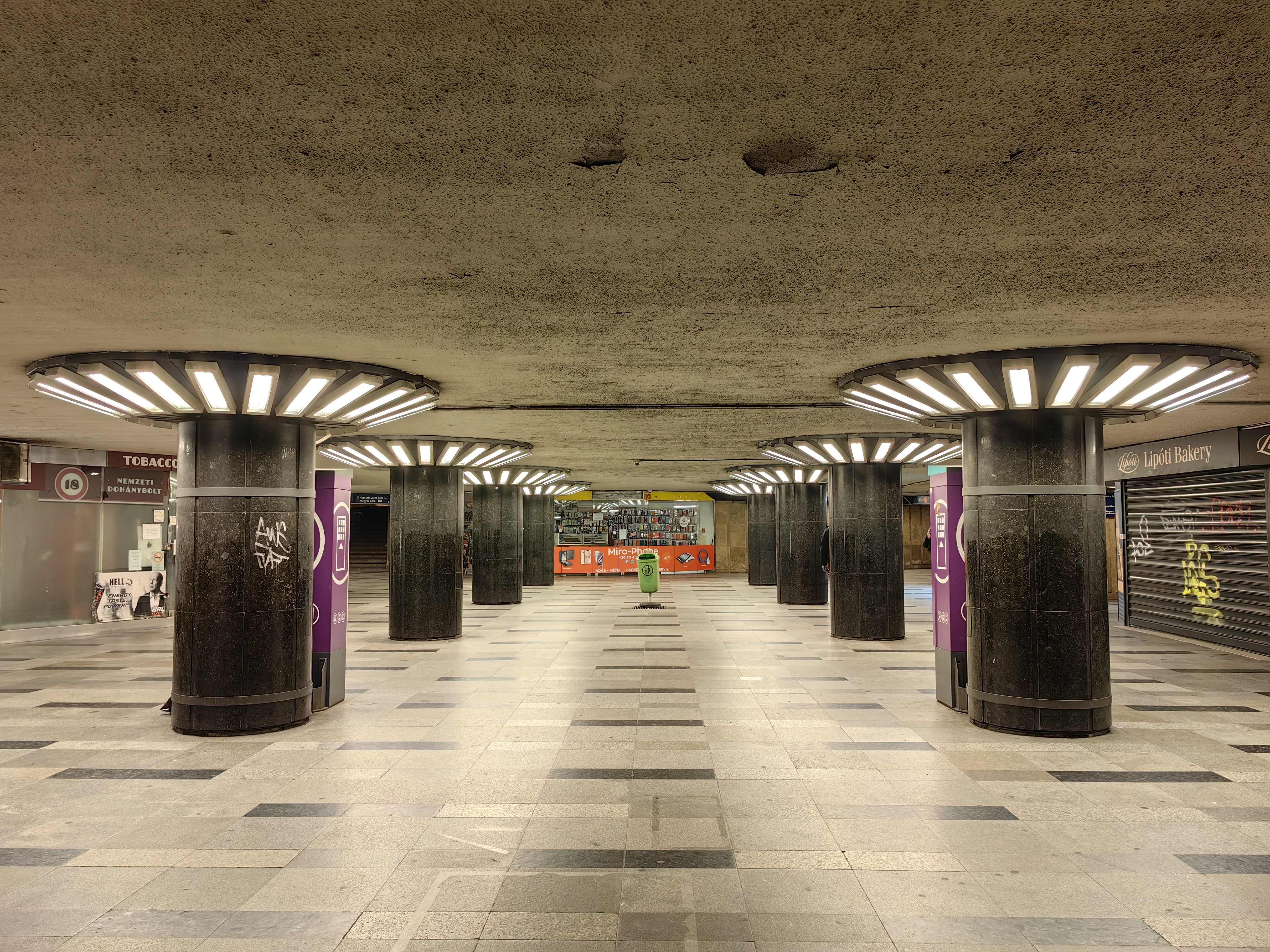
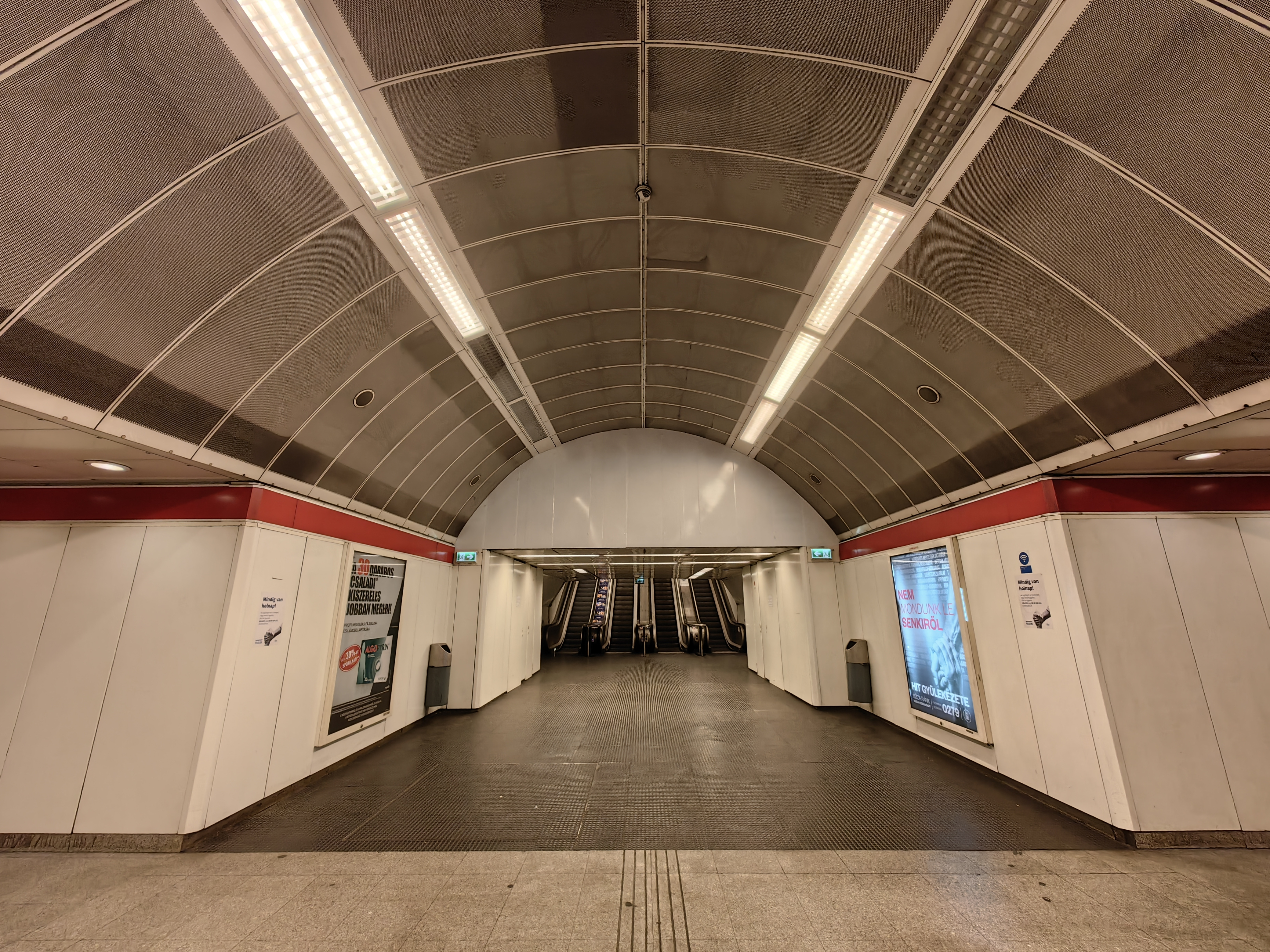
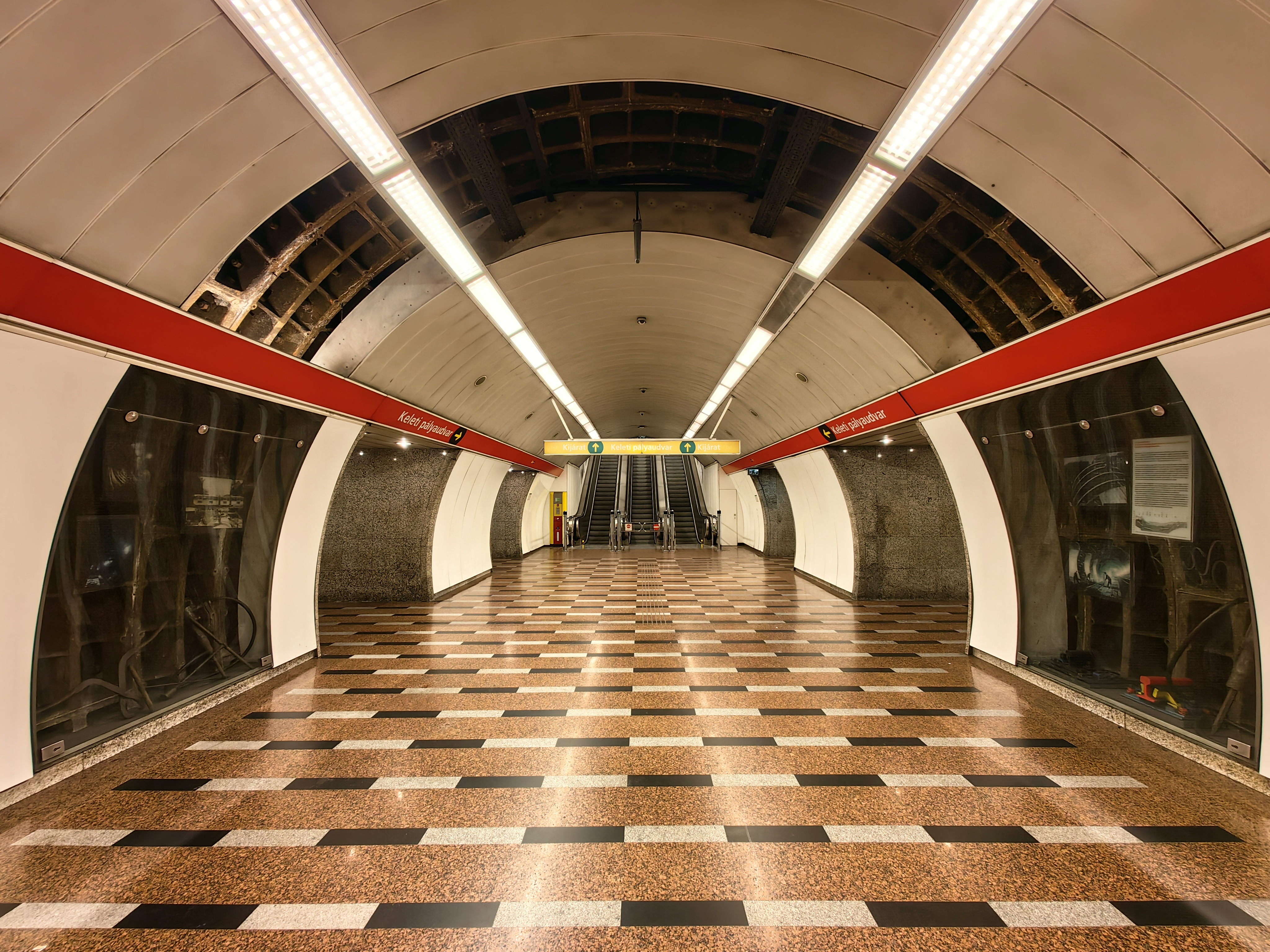
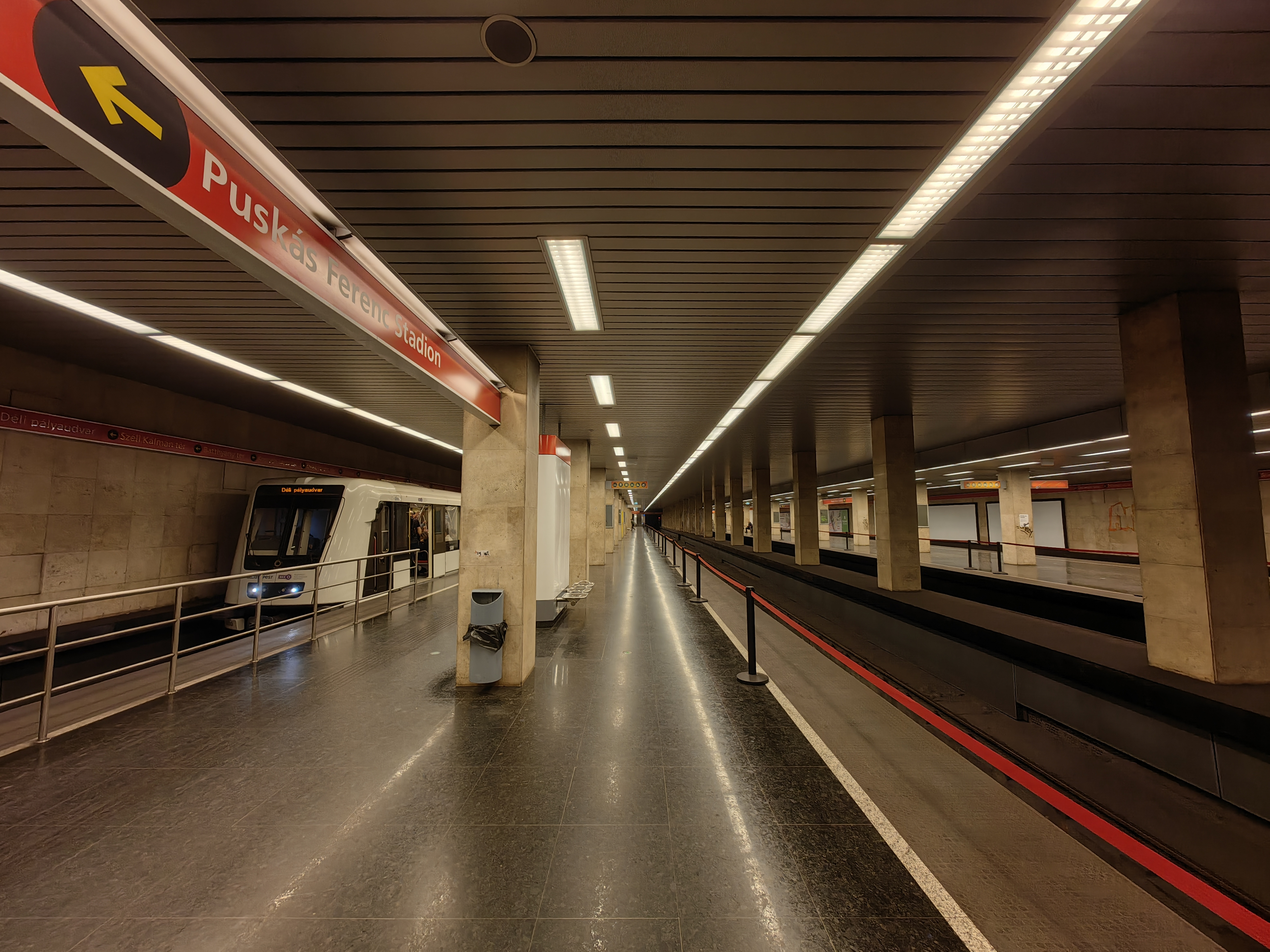
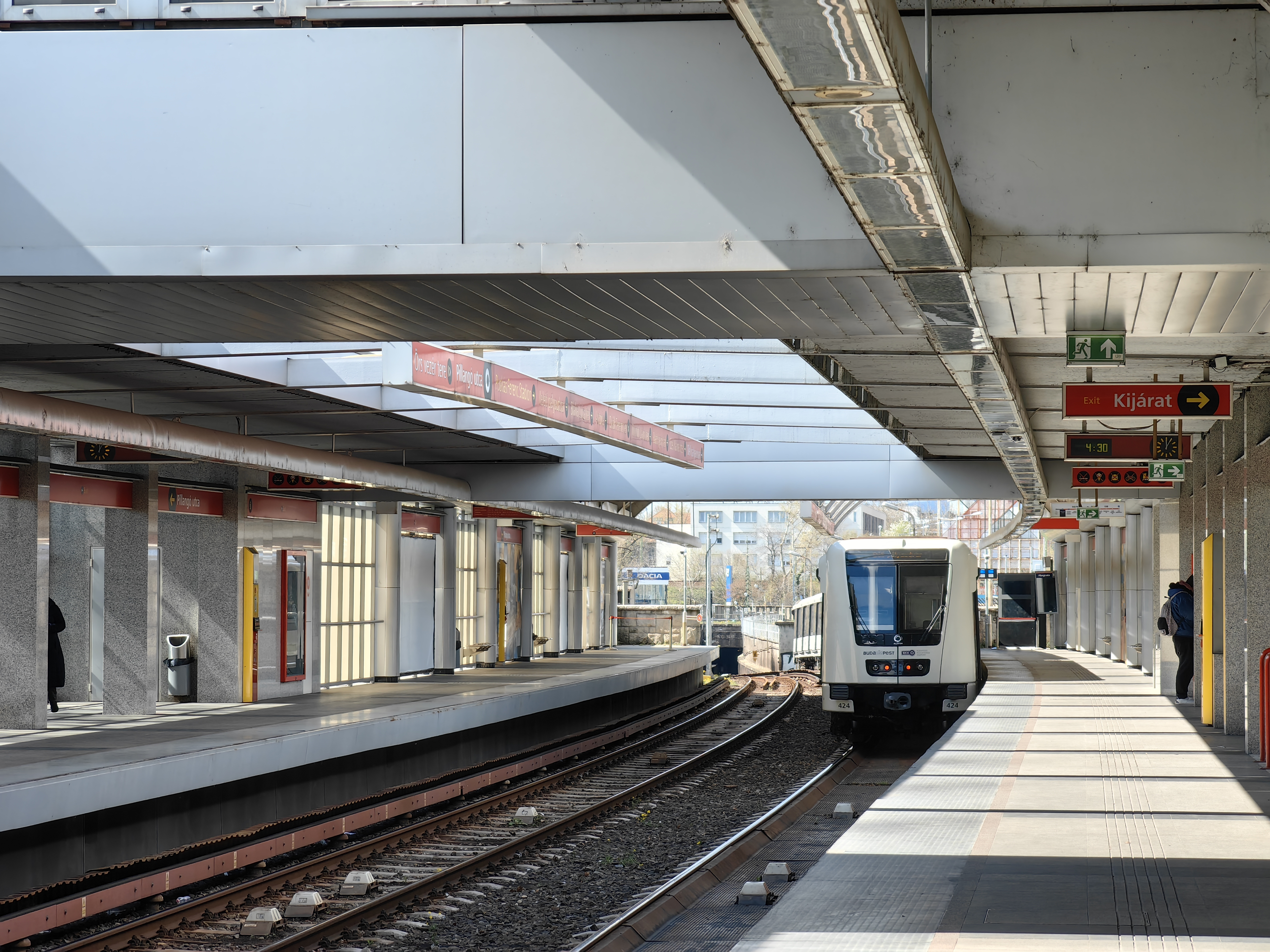
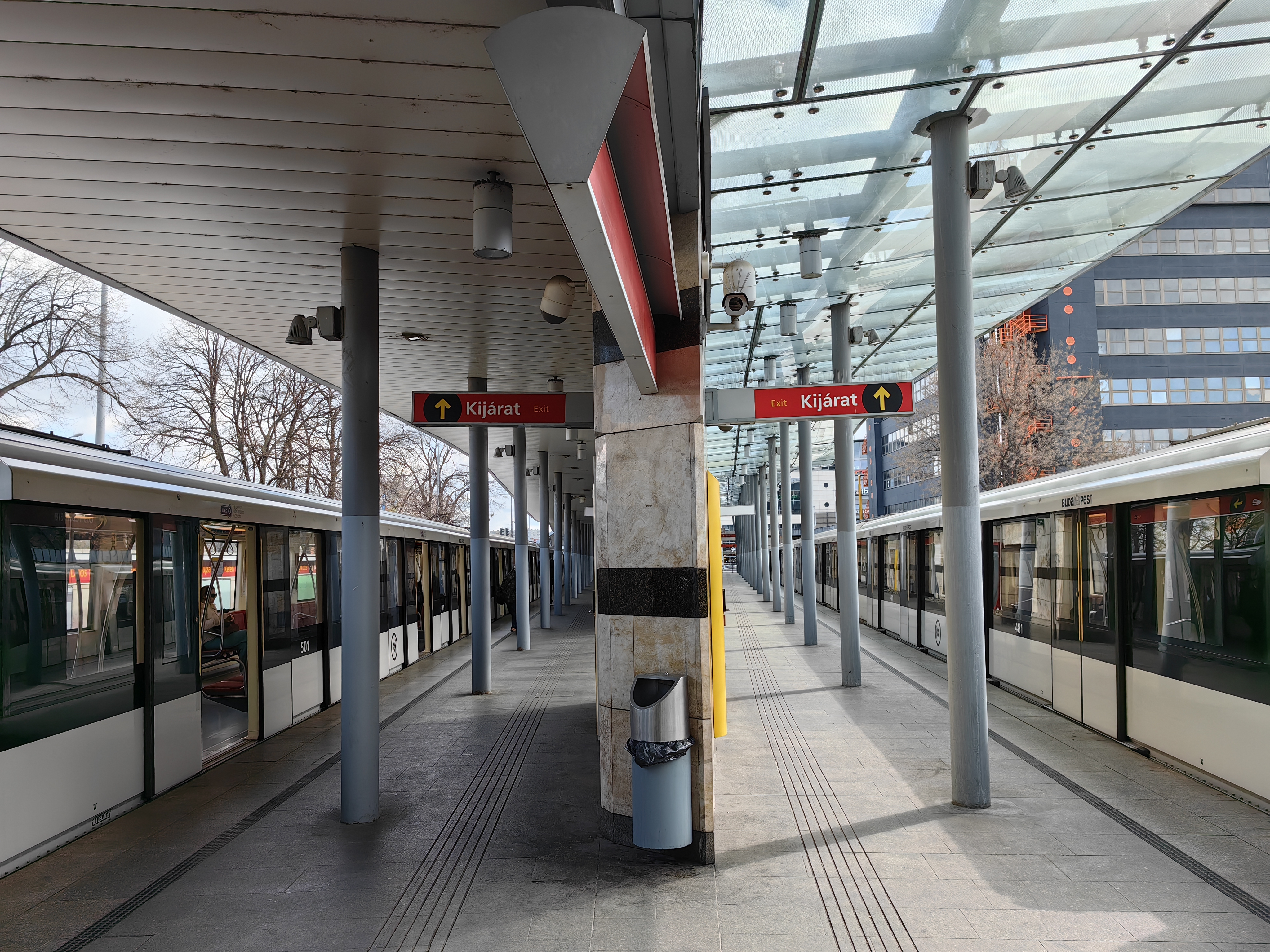

## 駅一覧
| 日本語駅名                 | 現地語駅名            | 乗換路線                         |
| -------------------------- | --------------------- | -------------------------------- |
| ブダペスト南駅             | Déli pályaudvar       | ハンガリー国鉄ブダペスト南駅     |
| セール・カールマーン広場駅 | Széll Kálmán tér      |                                  |
| バッチャーニ広場駅         | Batthyány tér         | ブダペスト郊外電車               |
| コシュート・ラヨシュ広場駅 | Kossuth Lajos tér     |                                  |
| デアーク・フェレンツ広場駅 | Deák Ferenc tér       | M1、M3                           |
| アストリア駅               | Astoria               |                                  |
| ブラハ・ルイザ広場駅       | Blaha Lujza tér       |                                  |
| ブダペスト東駅             | Keleti pályaudvar     | ハンガリー国鉄ブダペスト東駅、M4 |
| スタジアム駅               | Puskás Ferenc Stadion |                                  |
| ピランゴー通り駅           | Pillangó utca         |                                  |
| ウルシ・ヴェゼール広場駅   | Örs vezér tere        | ブダペスト郊外電車               |